# Spangenhelm

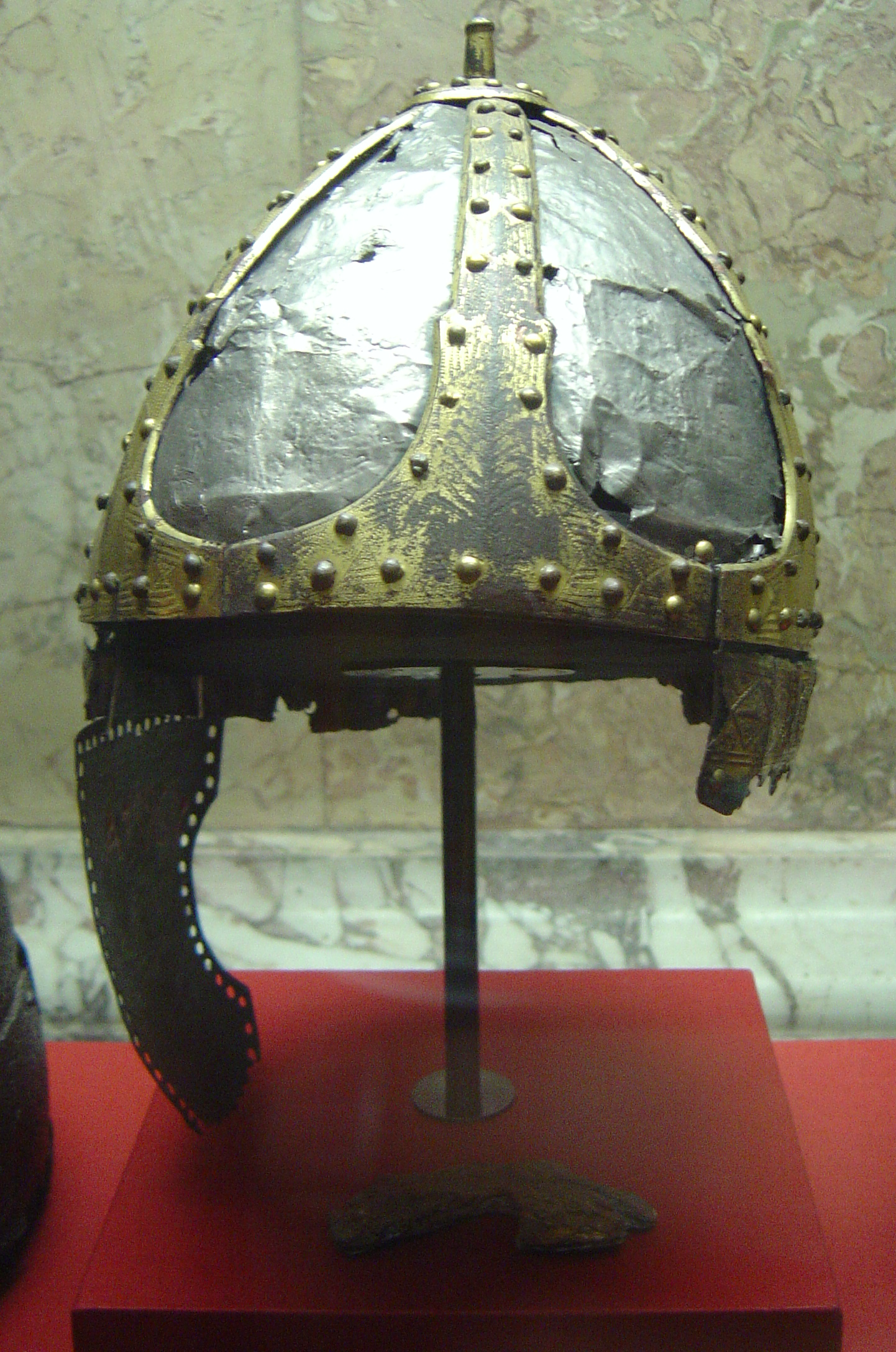
Spangenhelm uit de 6e eeuw (Kunsthistorisches Museum, Wenen)

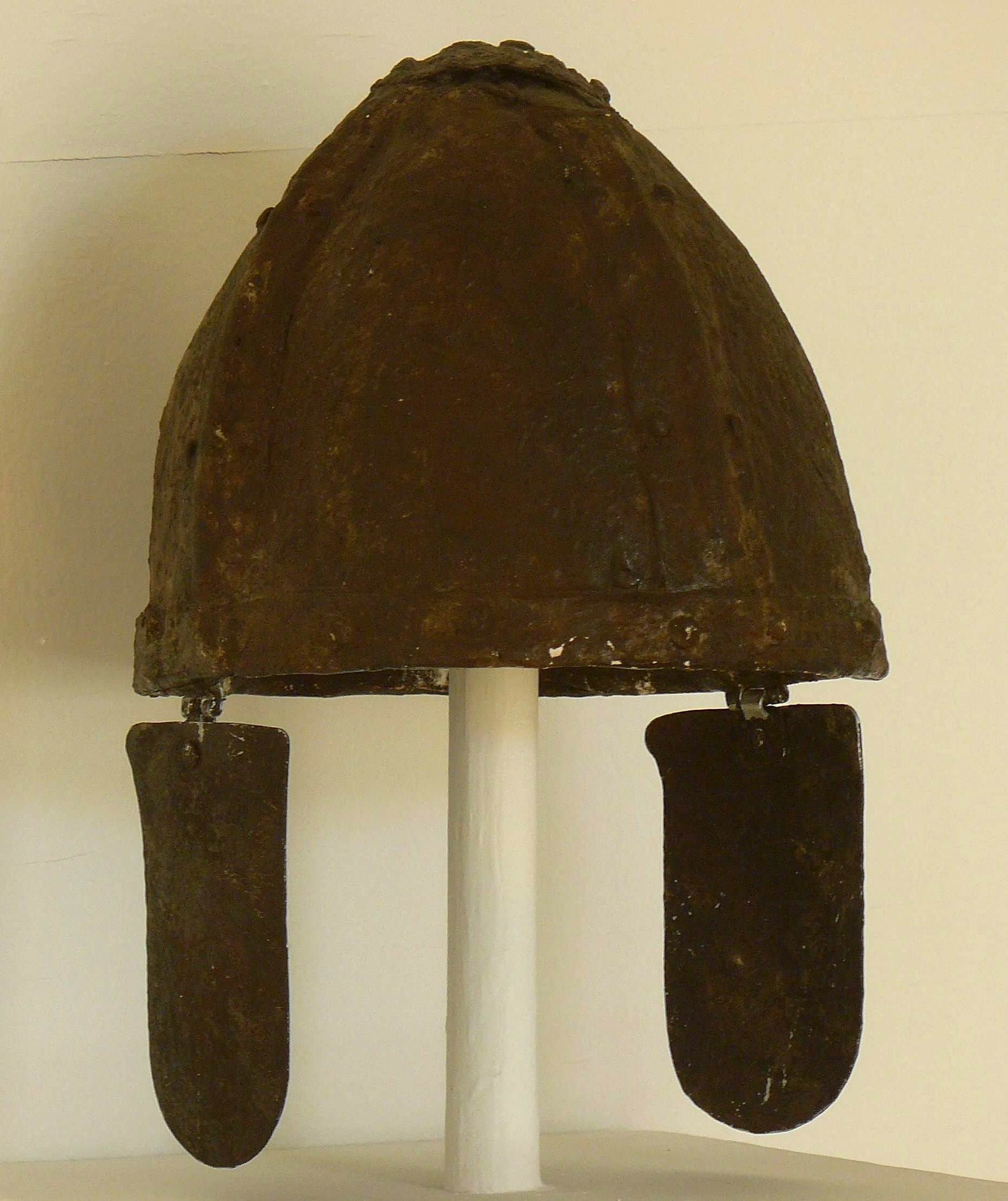
IJzeren spangenhelm uit de Grote Volksverhuizing (Museum van de regio Cetinska Krajina, Sinj, Kroatië)

Een spangenhelm is een type oorlogshelm dat populair was in Europa in de vroege middeleeuwen. De naam is van Duitse afkomst. 

## Achtergrond
Spangen verwijst naar de metalen stroken die het kader vormen voor de helm en kan vertaald worden als beugels. De beugels verbinden drie tot zes stalen of bronzen platen. Het frame heeft een conisch ontwerp dat buigt met de vorm van het hoofd en uitmondt in een punt. De voorzijde van de helm bevat een neusbeschermer (een nasaal). Oudere spangenhelmen bevatten vaak wangkleppen, gemaakt van metaal of leer. Aan sommige spangenhelmen is een maliënkolder bevestigd als nekbescherming. Sommige spangenhelmen hebben oogbescherming in de vorm van een modern brilmontuur. Andere bedekken het hele gezicht.
De spangenhelm arriveerde in West-Europa vanuit wat nu Zuid-Rusland en Oekraïne is en werd verspreid door nomadische Iraanse stammen zoals de Scythen en Sarmaten die leefden op de Euraziatische steppen. In de 6e eeuw was het het meest voorkomende helmontwerp in Europa. Ook was het erg populair in het Midden-Oosten. Het bleef tot laat in de 9e eeuw in gebruik.

## Functie
De spangenhelm was een effectieve gezichtsbescherming die relatief eenvoudig te maken was. Zwakten van het ontwerp waren de gedeeltelijke hoofdbescherming en de samengevoegde constructie. Het werd vervangen door gelijkvormige helmen die uit één stuk gemaakt werden (nasaalhelmen). Andere nieuwe ontwerpen werden de ‘waterkokerhelmen’ en uiteindelijk de ‘grote helm’ of ‘casque’.